# Семчук Стефан
Семчу́к Стефа́н (2 листопада 1899, Львів — 4 серпня 1984, Вінніпег) — український поет, журналіст, католицький публіцист, священик УГКЦ.

## Життєпис
Народився 2 листопада 1899 р. у м. Львів. Закінчив духовну семінарію в Перемишлі і був висвячений на священика 7 жовтня 1923 року. Продовжив навчання у Віденському університеті, здобув ступінь доктора богословських наук (теза «Die Mariologie der drei Kappadozier», 1925).
У 1928 р. прибув до Канади, заснував Братство українців-католиків Канади (1932), редагував його «Бюлетень». Працював у парафіях Саскачевана, Манітоби, Вінніпега. Був викладачем теологічних наук. Співзасновник КУК, опікун нової еміграції до Канади.
Помер 4 серпня 1984 р., похований у Вінніпезі.

## Творчість
Автор поетичних збірок:
- «Метеори» (1924),
- «Воскресіння» (1927),
- «Фанфари» (1931),
- «Канадійська рапсодія» (1959),
- «Рефлексії» (1965),
- «Жерела» (1966),
- «Сотворення» (1963),
- «Поезія і проза» (1969),
- «Світлість думки» (1970),
- «Навколо світу» (1971);

наукових праць:
- «Начерк українського письменства» (1948), багатьох статей, переклади.

Окремі видання:
- Семчук С. Жерела. — Вінніпег, 1966. — 49 с.
- Семчук С. Канадійська рапсодія. Поезія і проза. — Вінніпег –Йорктон, 1959. — 132 с.
- Семчук С. Митрополит Михайло Рагоза. — Мондер, 1947. — 19 с.
- Семчук С. Навколо світа. Лірика. — Вінніпег, 1971. — 77 с.
- Семчук С. Начерк українського письменства. — Вінніпег, 1948. — 94 с.
- Семчук С. Поеми. — Вінніпег, 1967. — 67 с.
- Семчук С. Рефлексії. Поезії. — Вінніпег, 1965. — 51 с.
- Семчук С. Світлість думки. — Вінніпег, 1970. — 94 с.